# Mount Tennant, Västantarktis
Mount Tennant är ett berg i Antarktis. Det ligger i Västantarktis. Argentina, Chile och Storbritannien gör anspråk på området. Toppen på Mount Tennant är 690 meter över havet, eller 314 meter över den omgivande terrängen. Bredden vid basen är 2,5 km.
Terrängen runt Mount Tennant är varierad. Havet är nära Mount Tennant norrut. Trakten är glest befolkad. Närmaste befolkade plats är Gonzalez Videla Station, 17,1 kilometer sydväst om Tennant.